# Garanhuns (gemeente)
Garanhuns is een gemeente in de Braziliaanse deelstaat Pernambuco. De gemeente telt 138.642 inwoners (schatting 2017).
De plaats is zetel van het rooms-katholieke bisdom Garanhuns.

## Aangrenzende gemeenten
De gemeente grenst aan Brejão, Caetés, Capoeiras, Correntes, Jucati, Lagoa do Ouro, Palmeirina, Paranatama, Saloá, São João en Terezinha.

## Geboren
- Dominguinhos (1941-2013), componist, zanger en accordeonist